# 茨木市立葦原小学校
茨木市立葦原小学校（いばらきしりつ あしはら しょうがっこう）は、大阪府茨木市にある公立小学校。
地域の児童数の増加に伴い、茨木市立玉櫛小学校の校区の一部と茨木市立玉島小学校の校区の一部を分離再編し、1974年に開校した。

## 沿革
- 1974年4月 - 開校。当初は茨木市立玉櫛小学校内に設置された仮校舎を使用して授業。
- 1974年8月 - 現在地に校舎竣工、移転。
- 1975年3月 - 校歌制定
- 1976年4月 - 養護学級開設
- 1996年 - 児童数の増加に伴い校区を縮小。従来の校区の一部を茨木市立玉櫛小学校および茨木市立玉島小学校の校区に分離編入。

## 通学区域
- 茨木市 小柳町（一部を除く）、沢良宜浜1〜3丁目、島1〜4丁目、新和町、真砂1丁目（一部を除く）、真砂3丁目（一部を除く）、宮島1丁目（一部を除く）、宮島2〜3丁目、高浜町、横江1〜2丁目。
  - 同校卒業生は基本的に、茨木市立南中学校と茨木市立天王中学校の2校に分かれて進学する。